# NGC 1481
NGC 1481 је елиптична галаксија у сазвежђу Еридан која се налази на NGC листи објеката дубоког неба.
Деклинација објекта је - 20° 25' 36" а ректасцензија 3h 54m 28,9s. Привидна величина (магнитуда) објекта NGC 1481 износи 13,8 а фотографска магнитуда 14,8. NGC 1481 је још познат и под ознакама ESO 549-32, MCG -3-10-53, NPM1G -20.0146, PGC 14079.